# Koiak
Koiak (in copto: Ⲕⲟⲓⲁⲕ, ˈkɔjak), conosciuto anche come Choiak (in greco: Χοιάκ, Khoiák) e Kiyahk (in arabo: طوبه), è il quarto mese dei calendari egizio e copto. Nel calendario Gregoriano, Koiak corrisponde al periodo che va dal 10 dicembre all'8 gennaio, o dall'11 dicembre al 9 gennaio negli anni copti immediatamente seguenti a un anno bisestile copto, che ricorre ogni quattro anni.
Nell'antico Egitto, il mese di Koiak era anche il quarto e ultimo mese della stagione dell'Akhet ("inondazione"), il periodo in cui le acque del Nilo inondavano i campi e la terra circostanti, cosa che fecero fino alla costruzione della diga di Assuan, inaugurata nel 1970.

## Nome
Il nome del mese di Koiak deriva da "Ka Ha Ka" ossia "Anima sopra le Anime", uno dei nomi del sacro toro Apis.

Il nome in lingua egizia era: 
| D28 · D28 · Z2 |

 (Kȝ-Ḥr-kȝ).

## Tradizione copta
Il mese di Koiak occupa un posto speciale nei riti della Chiesa ortodossa copta. Esso è infatti conosciuto come "Mese di Maria", dato che, secondo il calendario copto, la nascita di Gesù è avvenuta il 29 Koiak. Il mese è caratterizzato da sontuose preghiere di mezzanotte che commemorano l'incarnazione di Gesù e venerano sua madre, Maria. Il nome di queste preghiere di mezzanotte si può tradurre come "sette e quattro", a descrizione del fatto che l'insieme delle preghiere consiste in quattro cantici e sette theotokia, ossia inni di glorificazione di Santa Maria Vergine.
Secondo la tradizione è stato il primo giorno di Koiak dell'anno copto 1726 che Maria è apparsa nelle chiese di tutto l'Egitto.

## Sinassario copto del mese di Koiak
Di seguito il sinassario del mese:
| Copto   | Giuliano    | Gregoriano  | Commemorazioni |
| ------- | ----------- | ----------- | --- |
| 1 Koiak | 27 Novembre | 10 Dicembre | - Deposizione di San Pietro di Edessa, vescovo di Gaza - Dedicazione della chiesa di San Shenouda l'Archimandrita |
| 2       | 28          | 11          | - Deposizione di Sant'Or, monaco. - Memoria di Sant'Ermina, anacoreta. - Dedicazione della chiesa dei santi Pietro e Paolo. |
| 3       | 29          | 12          | - Presentazione della Beata Vergine Maria al Tempio. - Martirio di San Salib. |
| 4       | 30          | 13          | - Martirio di Sant'Andrea Apostolo "il Primo Chiamato", fratello di San Pietro. |
| 5       | 1 Dicembre  | 14          | - Deposizione del profeta Naum. - Martirio di San Vittorio di Asyūṭ, soldato. - Martirio di Sant'Isidoro. |
| 6       | 2           | 15          | - Martirio di Sant'Anatolio. - Deposizione di Sant'Abramo, 62º Papa di Alessandria. - Martirio di San Batalo. |
| 7       | 3           | 16          | - Martirio di San Banina e San Banau. - Deposizione di San Matteo il Povero, monaco nell'Alto Egitto. - Incoronazione di San Giovanni XIX, 113º Papa di Alessandria. |
| 8       | 4           | 17          | - Martirio di Santa Barbara e Santa Giuliana. - Martirio dei SS. Isi e Tecla, sua sorella. - Deposizione di Sant'Eracle, 13º Papa di Alessandria. - Deposizione di San Samuele il Confessore, igumeno del monastero di El-Qualamon. - Deposizione di San Yostos el-Antony, monaco. |
| 9       | 5           | 18          | - Deposizione di S. Poemen il Confessore, monaco. |
| 10      | 6           | 19          | - Martirio di San Shura di Shinshif - Deposizione di San Teofilo II, 60º Papa di Alessandria. - Traslazione delle reliquie di San Severo, patriarca di Antiochia. - Deposizione di San Nicola il Taumaturgo, vescovo di Mira.                                                      |
| 11      | 7           | 20          | - Deposizione di San Pijimi. |
| 12      | 8           | 21          | - Memoria di S. Michele Arcangelo. - Memoria di San Giovanni il Confessore. - Deposizione di Sant'Edra, vescovo di Assuan. (IV-V sec.) - Convocazione del Concilio di Roma del 249 contro Novaziano. - Deposizione di San Marco VIII, 108º Papa di Alessandria.                    |
| 13      | 9           | 22          | - Martirio di San Barsanufio, monaco, nei primi anni della conquista islamica dell'Egitto. - Deposizione di Sant'Aprassio, monaco. - Dedicazione della chiesa di San Misaele, anacoreta. - Memoria di San Zali, discepolo di San Matteo.                                           |
| 14      | 10          | 23          | - Martirio di Sant'Ammonio, vescovo di Esna. - Martirio dei SS. Behnam e Sara, sua sorella, di Persia. (IV sec.) - Martirio dei SS. Simeone di Menouf, Abba Or e Abba Mina il vecchio. - Deposizione di San Cristodulo il gioielliere, anacoreta.                                  |
| 15      | 11          | 24          | - Martirio di Sant'Asbah - Martirio di Sant'Amsah al-Qifti - Deposizione di San Gregorio l'Illuminatore, patriarca degli Armeni. |
| 16      | 12          | 25          | - Deposizione di Gedeone, giudice di Israele. - Martirio dei santi Harouadi, Anania e Khouzi di Akhmim. - Martirio dei Santi Eulogio e Arsenio. - Dedicazione della chiesa di San Giacomo il Persiano. - Deposizione di San Spiridione il Taumaturgo, vescovo di Trimitonte.       |
| 17      | 13          | 26          | - Martirio di Santa Lucia, vergine di Siracusa. - Deposizione di San Luca lo Stilita e traslazione delle sue sante reliquie. - Memoria di Sant'Elia, anacoreta. |
| 18      | 14          | 27          | - Memoria della traslazione delle reliquie di San Tito apostolo a Costantinopoli (IV sec.) - Memoria di Sant'Eracle, martire, e di San Filemone, sacerdote. |
| 19      | 15          | 28          | - Deposizione di San Giovanni, vescovo di Parallos, redattore del Sinassario Copto [Martirologio]. |
| 20      | 16          | 29          | - Deposizione del profeta Aggeo. - Martirio di Sant'Elia, vescovo di Al-Muharraq. |
| 21      | 17          | 30          | - Memoria della Beata Vergine Maria. - Martirio di San Barnaba, uno dei settanta discepoli. |
| 22      | 18          | 31          | - Memoria di San Gabriele Arcangelo. - Deposizione di Sant'Anastasio, 36º Papa di Alessandria |
| 23      | 19          | 1 Gennaio   | - Deposizione del Profeta e Re Davide. (XI-X sec. a.C.) - Deposizione di San Timoteo, anacoreta. |
| 24      | 20          | 2           | - Martirio di Sant'Ignazio il Teoforo, Patriarca di Antiochia. - Deposizione di San Filogonio, patriarca di Antiochia. - Memoria della natività di San Tekla Haymanot, l'etiope.                                                                                                   |
| 25      | 21          |             | - Deposizione di San Giovanni Khame, igumeno |
| 26      | 22          | 4           | - Martirio di Santa Anastasia Romana. - Memoria di Santa Giuliana di Nicomedia, martire. |
| 27      | 23          | 5           | - Martirio di San Absadi, vescovo di Tolemaide di Tebaide (III-IV sec.) |
| 28      | 24          | 6           | - Vigilia di Natale. - Martirio di 150 uomini e di 24 donne di Ansena. |
| 29      | 25          | 7           | - Natività di Nostro Signore Gesù Cristo (Natale). |
| 30      | 26          | 8           | - Adorazione dei Magi - Deposizione di San Giovanni, igumeno di Scete (VI-VII sec) |